# Jorge Galina
Jorge Galina (Colón, Argentina, 26 de agosto de 1900 - Trelew (Chubut), Argentina, 27 de junio de 1973) fue un abogado y político argentino, primer gobernador constitucional de la Provincia del Chubut (1958 - 1962), Presidente de la Honorable convención constituyente de la provincia de Chubut de 1957, e intendente de la ciudad de Trelew entre 1940 y 1943.

## Biografía
Nació en 1900 en Colón, Entre Ríos, siendo hijo de uruguayos. Se recibió de abogado en La Plata en 1927, luedo se trasladó a Chubut donde ubicó su estudio de abogados en Trelew. Allí, se casó con Delia Davies Humphreys (hija de María Humphreys), de ese matrimonio nacieron sus dos hijas: Delia Dolores y María Isabel.

### Carrera política
Afiliado a la Radicalismo estuvo al frente de la municipalidad de Trelew de 1940 y ejerció el cargo de intendente hasta el Golpe de Estado de 1943.Jorge Galina era depuesto luego que desde el gobierno nacional decidieran intervenir varias provincias, entre ellas la flamante Chubut. Ayudado por los denominados plan Conintes y Larkin y la victoria del peronismo proscrito bajo otra denominación en una decena de provincias (entre ellas Chubut con Raúl Riobó y Hebe Corchuelo Blasco con el sello de "Partido Provincial"); Arturo Frondizi era  anula las elecciones del 18 de marzo de ese año y luego dimite en lugar de José María Guido En 1958 es electo por la UCRI como gobernador del Chubut hasta 1962, debido a un golpe de Estado.
Falleció el 27 de junio de 1973 a los 73 años en Trelew.